# Præsidentvalget i USA 1900
Præsidentvalget i USA 1900 var det 29. præsidentvalget, som blev afholdt tirsdag d. 6. november 1900. Valget i 1900 repræsenterede en revanche fra præsidentvalget i 1896 mellem den republikanske kandidat William McKinley og den demokratiske kandidat William Jennings Bryan. Ligesom i 1896 vandt McKinley også valget i 1900. McKinleys sejr gjorde ham til den første præsident, der vandt et på hinanden følgende præsidentvalg, siden Ulysses S. Grant havde opnået den samme bedrift i 1872.
McKinley og Bryan mødte hver især begrænset modstand inden for deres eget parti i forhold til at blive nomineret. Selvom nogle demokrater undersøgte muligheden for at opstille admiral George Dewey, blev Bryan let gennomineret ved det demokratiske konvent i 1900, efter at Dewey trak sig. McKinley blev enstemmigt gennomineret ved det republikanske konvent i 1900. Eftersom at vicepræsident Garret Hobart var død i 1899, valgte det republikanske konvent New Yorks guvernør Theodore Roosevelt som McKinleys vicepræsidentkandidat.
Den økonomiske fremgang i USA samt sejren i den spansk-amerikanske krig hjalp McKinley med at sikre sig en afgørende sejr. Bryans anti-imperialistiske holdning tiltrak kun begrænset støtte, og han led sit værste nederlag i forhold til valgmandsstemmer. Bryan tabte tilmed sin egen hjemstat, Nebraska, som den eneste gang i hans i alt tre præsidentvalgkampe. McKinley vandt de fleste delstater, når man ser bort fra de sikre demokratiske Sydstater, og vandt 51,6% af vælgerstemmerne på landsplan. Valgresultaterne lignede det fra 1896, selvom McKinley vandt flere af de vestlige delstater mens Bryan vandt delstaten Kentucky.
Seks måneder inde i hans anden periode blev McKinley myrdet i september 1901 og blev efterfulgt af sin vicepræsident Roosevelt.

### Sekundære kilder
- Coletta, Paolo E. (1964). William Jennings Bryan. Vol. 1. Lincoln: University of Nebraska Press. ISBN 0-8032-4050-3.0-8032-4050-3
- Gould, Lewis L. (1980). The Presidency of William McKinley. Lawrence: Regents Press of Kansas. ISBN 0-7006-0206-2.0-7006-0206-2
- Hilpert, John M. (2015) American Cyclone: Theodore Roosevelt and His 1900 Whistle-Stop Campaign (U Press of Mississippi, 2015). xii, 349 s.
- Kent, Noel Jacob (2000). America in 1900. Armonk, NY: M.E. Sharpe. ISBN 0-7656-0595-3.0-7656-0595-3
- Miller, Stuart Creighton (1982). Benevolent Assimilation: The American Conquest of the Philippines, 1899–1903. New Haven: Yale University Press. ISBN 0-300-03081-9.0-300-03081-9
- Morgan, H. Wayne (1963). William McKinley and His America. Syracuse: Syracuse University Press. ISBN 0-87338-765-1.0-87338-765-1

### Primære kilder
- Bryan, William Jennings. "Valget i 1900", s. 788–801 Bryan giver sin analyse af, hvorfor han tabte
- Stevenson, Adlai E., et al. "Bryan eller McKinley? Den nuværende pligt for amerikanske borgere, " The North American Review Vol. 171, nr. 527 (oktober 1900), s. 433–516 i JSTOR politiske udtalelser fra politikere på alle sider, herunder Adlai E. Stevenson, BR Tillman, Edward M. Shepard, Richard Croker, Erving Winslow, Charles Emory Smith, GF Hoar, TC Platt, WM Stewart, Andrew Carnegie og James H. Eckels
- Chester, Edward W En guide til politiske platforme (1977) online
- Porter, Kirk H. og Donald Bruce Johnson, red. Nationale partiplatforme, 1840-1964 (1965) online 1840-1956

## Eksterne links
- Præsidentvalg af 1900: En ressourcevejledning fra Library of Congress
- Opper tegneserier til valget i 1900 Arkiveret 21. september 2012 hos  Wayback Machine latterliggør TR og McKinley som bønder fra Trusts og Sen. Hanna
- 1900 vælgerstemmer efter distrikt
- 1900 vælgerstemmer efter delstat
- Hvor tæt var valget i 1900? - Michael Sheppard, Massachusetts Institute of Technology
- Præsidentvalget i 1900: optælling af vælgerstemmer Arkiveret 3. marts 2016 hos  Wayback Machine